# Guillaume Noellet
Guillaume Noellet est un cardinal français né vers 1340 en Angoumois et mort le 4 juillet 1394 à Avignon.

## Biographie
Guillaume Noellet étudie à l'université de Toulouse. Il est chanoine au chapitre de Bayeux et fait partie de la maison du cardinal Pierre Roger de Beaufort, le futur pape Grégoire XI. Il est auditeur à la Rote romaine, archidiacre du chapitre de Chartres et référendaire. Noellet est envoyé à Constantinople pour rétablir l'union de l'Église occidentale et l'Église orientale.
Il est créé cardinal par le pape Grégoire XI lors du consistoire du 30 mai 1371. Le cardinal Noellet est légat apostolique à Bologne en 1373, mais y est emprisonné et expulsé en 1375 et retourne à Avignon. À partir de 1374 il est archidiacre de Suffolk. Noellet est exécuteur testamentaire de Grégoire XI. Il participe aux deux conclaves de 1378, lors desquels sont élus Urbain VI et Clément VII. Le cardinal Noellet rejoint l'obédience d'Avignon.